# Xenos (насекомые)
Xenos (лат.) — род веерокрылых насекомых из семейства Stylopidae. Более 30 видов. Встречаются повсеместно.
Облигатный эндопаразит ос (чаще Polistes и Vespa, Настоящие осы) с экстремальной формой полового диморфизма.

## Описание

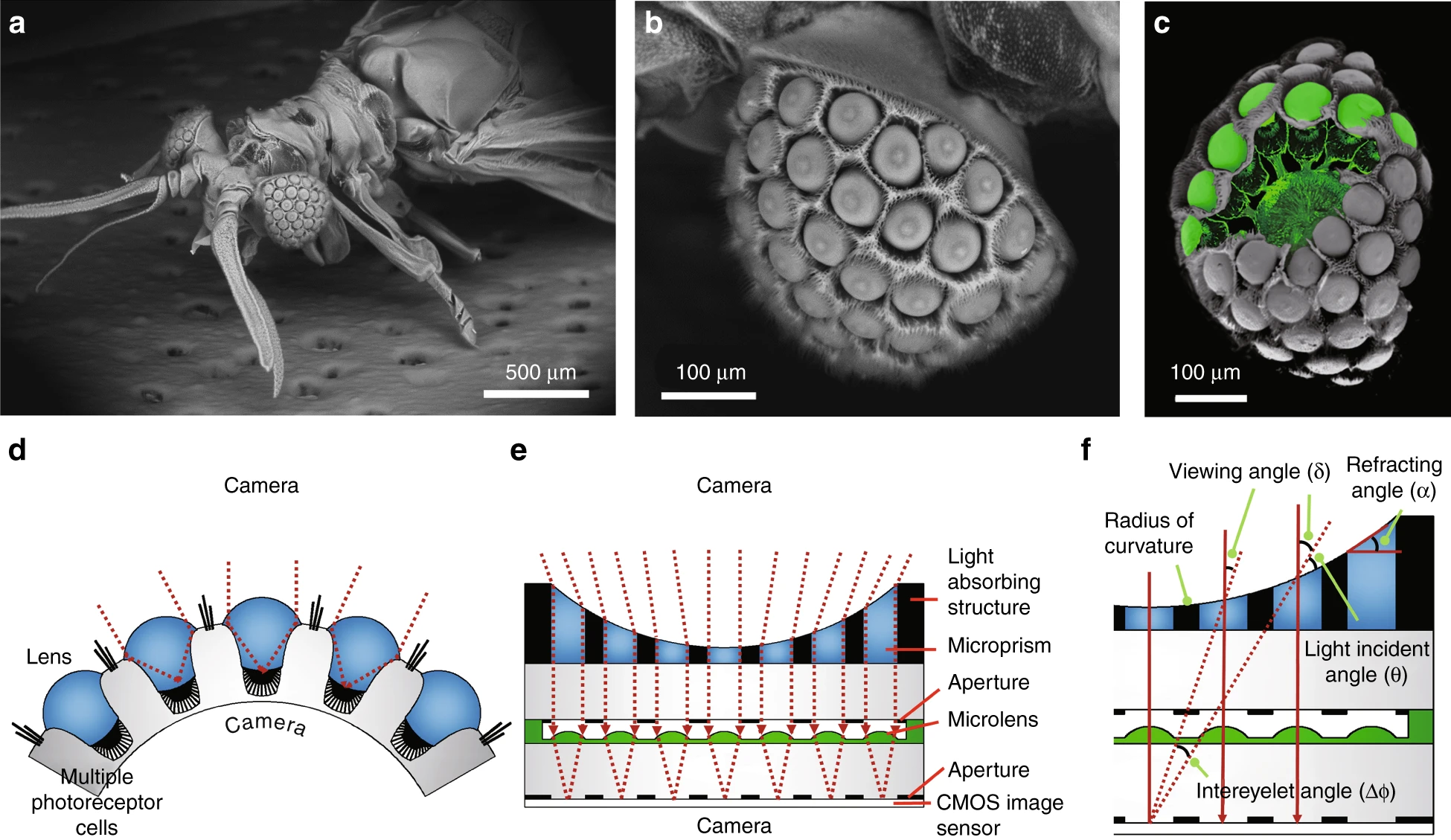
Строение глаз Xenos peckii и созданная на их принципе цифровая камера

Веерокрылые насекомые мелкого и среднего размера (самцы 5—10 мм, цефалоторакс самки 0,8—2,7 мм). Самцы и самки этого род ведут своеобразный образ жизни и демонстрируют ярко выраженный половой диморфизм. Оба развиваются внутри брюшка осы-хозяина, где самцы окукливаются и выходят наружу, а самки постоянно живут внутри. В качестве хозяев паразитами используются бумажные осы рода Polistes (чаще вида Polistes dominula, Polistinae) а также другие настоящие осы (Vespini, Polistini, Mischocyttarini, Ropalidiini).
Взрослые самцы — это свободноживущие летающие насекомые.
Передние крылья этих насекомых преобразованы в маленькие булавовидные органы, называемые псевдожужжальцами.
Самки червеобразные и сильно отличаются от самцов. Они проявляют высокую степень неотении и являются постоянными эндопаразитами своих хозяев. Они обитают в полости тела осы и никогда не развивают ротовой аппарат, ноги, глаза или крылья, а их единственная форма гениталий — это вентральное отверстие, через которое самцы могут их осеменить, а также через которое позднее выходят личинки.
В 2018 году была создана ультратонкая цифровая камера, вдохновленная принципом зрения Xenos peckii, эндопаразита бумажных ос. У самцов Xenos peckii обнаружена необычная зрительная система, которая демонстрирует явные преимущества высокого разрешения и высокой чувствительности, в отличие от сложных глаз, встречающихся у большинства насекомых и некоторых ракообразных. Созданная на этих принципах камера имеет многослойную конфигурацию вогнутых микропризм, микролинз и массивов точечных отверстий на плоском датчике изображения. Поле зрения камеры (FOV) 68 градусов, диаметр 3,4 мм и общую длину трека 1,4 мм. Камера, вдохновленная открытием в биологии, открывает новые возможности для разработки ультратонких камер в медицинских, промышленных и военных областях.

## Классификация
Более 30 видов. Родовое название происходит от греческого слова, означающего «странный». Род был впервые описан в 1794 году итальянским энтомологом Пьетро Росси.
Род включают или в подсемейство Xeninae (Stylopidae) или выделяют в отдельное семейство Xenidae.
- Xenos afer Pasteels, 1950[13]
- Xenos americanus (Brethes, 1923)[14]
- Xenos argentinus Brethes, 1923
- Xenos boharti Hofmann, 1965[15]
- Xenos bohlsi Hofmann, 1914[16]
- Xenos bonairensis Brethes, 1923
- Xenos circularis Kifune et Maeta, 1985[17]
- Xenos colombiensis Cook, Mayorga-Ch & Sarmiento, 2020
- Xenos dianshuiwengi Yang, 1999
- Xenos formosanus Kifune et Maeta, 1985
- Xenos hamiltoni Kathirithamby & Hughes, 2006
- Xenos hebraei Kinzelbach, 1978
- Xenos hospitus Oliveira & Kogan, 1962[16]
- Xenos hunteri (Pierce, 1909)
- Xenos indespectus Oliveira & Kogan, 1962[16]
- Xenos iviei Kifune, 1983[18]
- Xenos kifunei Cook & Mathison, 1997[19][20]
- Xenos moutoni Buysson, 1903
- Xenos niger Pasteels, 1950[13]
- Xenos nigrescens Brues, 1903[21]
- Xenos oxyodontes Nakase & Kato, 2013[22]
- Xenos pallidus Brues, 1903[23]
- Xenos peckii Kirby, 1813[20]
- Xenos peruensis Kifune, 1979[24]
- Xenos provesparum Kifune, 1986[25][26]
- Xenos ropalidiae (Kinzelbach, 1975)[27]
- Xenos rostratus Trois, 1984
- Xenos rubiginosi (Pierce, 1909)[28]
- Xenos stuckenbergi Pasteels, 1956[29]
- Xenos vesparum Rossi, 1793
- Xenos yamaneorum Kifune et Maeta, 1985
- Xenos yangi Dong, Liu & Li, 2022[30]
- Xenos zavattarii (Pierce, 1911)[31]